# Спартако Ландіні
Спартако Ландіні (італ. Spartaco Landini; 31 січня 1944, Террануова-Браччоліні — 16 квітня 2017) — італійський футболіст, захисник. По завершенні ігрової кар'єри — спортивний функціонер, обіймав посаду спортивного директора клубу «Луккезе-Лібертас».
Як гравець насамперед відомий виступами за клуби «Інтернаціонале» та «Палермо», а також національну збірну Італії.

## Клубна кар'єра
Вихованець футбольної школи клубу «Санджованнезе».
У дорослому футболі дебютував 1962 року виступами за команду клубу «Інтернаціонале», в якій провів вісім сезонів, взявши участь у 94 матчах чемпіонату.
Протягом 1970—1973 років захищав кольори команди клубу «Палермо».
Своєю грою за останню команду привернув увагу представників тренерського штабу клубу «Наполі», до складу якого приєднався 1973 року. Відіграв за неаполітанську команду наступні три сезони своєї ігрової кар'єри.
Завершив професійну ігрову кар'єру у рідному для себе нижчоліговому клубі «Санджованнезе», за команду якого виступав протягом 1976—1978 років.

## Виступи за збірну
1966 року дебютував в офіційних матчах у складі національної збірної Італії. Протягом кар'єри у національній команді, яка тривала усього один рік, провів у формі головної команди країни 4 матчі.
У складі збірної був учасником чемпіонату світу 1966 року в Англії.